# أحمد بن إبراهيم الحربي
أحمد بن إبراهيم بن الشيخ ناصر بن الشيخ يحيى بن حسن بن أحمد بن صديق بن الشيخ شيبان العبدلي الحربي من بني عبدالله من حرب  31 يناير 1957 - 11 يناير 2021) شاعر وكاتب قصصي سعودي. ولد في بلدة القرفي من وادي جازان ودرس فيها، ثم في جيزان ، ثم في أبها حيث تخرّج بكليّتها المتوسطّة معلّمًا. عمل مدرّسًا في بلدته. حصل على دبلوم في اللغة الإنجليزية من معهد سانز للغويات بالولايات المتحدة الأمريكية. عيّن رئيسًا لنادي جازان الأدبي منذ 2007. له دواوين شعرية عديدة وروايات وقصص.

## سيرته
ولد أحمد بن إبراهيم بن ناصر الحربي في يوم 1 رجب 1376 / 31 يناير 1957 في بلدة القرفي من وادي جازان. تلقى تعليمه الابتدائي والمتوسط في مسقط رأسه، وحصل على الثانوية العامة من ثانوية معاذ بن جبل في جيزان سنة 1397 هـ/1977 م، ثم على دبلوم المعلمين من كلية أبها المتوسطة 1400 هـ/ 1980 م . عمل مدرسًا في منطقة أبها التعليمية حتى 1404 هـ/ 1984 م ثم انتقل إلى منطقة جيزان حيث عمل مرشدًا طلابيًا في مدرسة الحسن بن الهيثم، ثم انتقل إلى مسقط رأسه ليعمل مدرسًا. حصل على دبلوم في اللغة الإنجليزية من معهد سانز للغويات بالولايات المتحدة الأمريكية، واشنطن.

كان عضوًا بنادي أبها الأدبي، ونادي جازان الأدبي، وجمعية الثقافة والفنون بأبها. له مساهمات عديدة، ومشاركات أخرى في الصحف والمجلات السعودية. عمل كاتب رأي في صحيفة الشرق الورقية وكاتب رأي في صحيفة سبق الالكترونية. رأس نادي جازان الأدبي في 1428 هـ/ 2007 م بعد استقالة الرئيس السابق حسن حجاب الحازمي. وكانا أحمد بن يحيى بهكلي وحسن الصلهبي من أصدقائه.

حصل أحمد الحربي خلال مهنته الأدبية على عدد من الدروع والجوائز وشهادات التقدير المحلية والسعودية وأعلنت جائزة جازان للتفوق والإبداع في نسختها الثالثة عشرة، عن فوره بجائزة الشخصية الثقافية لعام 2019 وقبله فاز بجائزة القرشي للأدب قسم الشعر 2016.

توفي أحمد الحربي يوم 28 جمادى الأولى 1442 / 11 يناير 2021 إثر معاناة مع المرض بمستشفى الأمير محمد بن ناصر بن عبد العزيز بجازان. شُيّع ودفن جثمانه في يوم 29 جمادى الأولى/ 12 يناير في مسقط رأسه.

## مؤلفاته
- رحلة الأمس، 1995
- الصوت والصدى، 1996
- ارقب الشادي، 1996
- تقاسيم على جذع نخلة، 1996
- مزار الخلخال أو مزار الخلخال المبحوح، 1999 و 2002
- وقفات على عقارب الزوال، 2000
- الخروج من بوابة الفل، 2004: يحتوي على ثماني عشرة قصيدة كتبت بين عامي 1994 و 2002.[15]
- قادم كلي إليك، 2009
- نبض الفاصلة، 2010
- مع الريح، 2016
- مداد العمر، 2018
- بلا عنوان، 2020

وقد صدر الجزء الأول من الأعمال الشعرية الكاملة في 2017. من آثاره القصصية:
- وانتهى موسم الحصاد، قصة طويلة، 2009
- براق .. عرب ربي، رواية، 2011
- غياب، رواية، 2018

من كتبه في موضوعات الأخرى:
- يوم كنا، أوراق متناثرة من التقويم القديم، 2000
- صهيل الذاكرة، .. مقالات وجدانية، 2011
- جناية المؤرخين، نبذة تاريخية، 2016
- نخر السيل، مسامرات أدبية، 2017
- فحولة النثر وأنوثة القصيدة، 2018